# Tommi Kautonen
Tommi Kautonen (Lahti, 24 dicembre 1971) è un allenatore di calcio ed ex calciatore finlandese, di ruolo centrocampista.

## Palmarès

### Giocatore

#### Competizioni nazionali
- Coppa di Finlandia: 1

MyPa: 1995
- Liigacup: 2

VPS: 1999, 2000

### Allenatore

#### Competizioni nazionali
- Ykkönen: 1

Lahti: 2011